# إنغولد (كارولاينا الشمالية)
إنغولد (بالإنجليزية: Ingold CDP, North Carolina)‏ هي منطقة سكنية تقع بولاية كارولاينا الشمالية في الولايات المتحدة. تبلغ مساحتها 13.4 كم2، وترتفع عن سطح البحر 31 م، بلغ عدد سكانها 471 نسمة في عام 2010 حسب إحصاء مكتب تعداد الولايات المتحدة وتصل الكثافة السكانية فيها 35.1 نسمة لكل كيلومتر مربع (90.9/ميل2).

## التركيبة السكانية
حدّد مكتب تعداد الولايات المتحدة بيانات التركيبة السكانية لإنغولد في تعداد الولايات المتحدة. في ما يلي، التركيبة السكانية حسب تعدادي 2000 و2010.

### تعداد عام 2000
بلغ عدد سكان إنغولد 484 نسمة بحسب تعداد عام 2000، وبلغ عدد الأسر 163 أسرة وعدد العائلات 119 عائلة مقيمة في المنطقة السكنية. في حين سجلت الكثافة السكانية 36.1 نسمة لكل كيلومتر مربع (93.5/ميل2). وبلغ عدد الوحدات السكنية 181 وحدة بمتوسط كثافة قدره 13.5 لكل كيلومتر مربع (35.0/ميل2).
وتوزع التركيب العرقي للمنطقة السكنية بنسبة 39.05% من البيض و26.86% من الأمريكيين الأفارقة و33.26% من الأعراق الأخرى و0.83% من عرقين مختلطين أو أكثر و41.74% من الهسبانيون أو اللاتينيون من أي عرق.
بلغ عدد الأسر 163 أسرة كانت نسبة 42.9% منها لديها أطفال تحت سن الثامنة عشر تعيش معهم، وبلغت نسبة الأزواج القاطنين مع بعضهم البعض 53.4% من أصل المجموع الكلي للأسر، ونسبة 14.1% من الأسر كان لديها معيلات من الإناث دون وجود شريك،  بينما كانت نسبة 5.5% من الأسر لديها معيلون من الذكور دون وجود شريكة وكانت نسبة 27% من غير العائلات. تألفت نسبة 24.5% من أصل جميع الأسر من عدة أفراد يعيشون في نفس المنزل ونسبة 10.4% كانت تتألف من شخص يعيش بمفرده يبلغ من العمر 65 عاماً أو أكثر. وبلغ متوسط حجم الأسرة المعيشية 2.97، أما متوسط حجم العائلات فبلغ 3.48.
بلغ العمر الوسطي للسكان 27.8 عاماً. وكانت نسبة 28.9% من القاطنين تحت سن الثامنة عشر، وكانت نسبة 14.9% بين الثامنة عشر والرابعة والعشرين عاماً، ونسبة 29.1% كانت واقعةً في الفئة العمرية ما بين الخامسة والعشرين والرابعة والأربعين عاماً، ونسبة 16.5% كانت ما بين الخامسة والأربعين والرابعة والستين، ونسبة 10.5% كانت ضمن فئة الخامسة والستين عاماً فما فوق. يوجد لكل 100 أنثى 103.4 ذكر، ويوجد لكل 100 أنثى في الثامنة عشر من عمرها فما فوق 98.8 ذكر.
بلغ متوسط دخل الأسرة في المنطقة السكنية 46,429 دولارًا، أما متوسط دخل العائلة فبلغ 55,000 دولارًا. وكان متوسط دخل الذكور 30,469 دولارًا مقابل 30,972 دولارًا للإناث. وسجل دخل الفرد الخاص بالمنطقة السكنية 15,032 دولارًا. وكانت نسبة 14.4% من العائلات ونسبة 16.7% من السكان تحت خط الفقر، وكان من هؤلاء نسبة 18.1% تحت سن الثامنة عشر ونسبة 44.4% في الخامسة والستين من العمر وما فوق.

### تعداد عام 2010
بلغ عدد سكان إنغولد 471 نسمة بحسب تعداد عام 2010، وبلغ عدد الأسر 162 أسرة وعدد العائلات 114 عائلة مقيمة في المنطقة السكنية. في حين سجلت الكثافة السكانية 35.1 نسمة لكل كيلومتر مربع (90.9/ميل2). وبلغ عدد الوحدات السكنية 191 وحدة بمتوسط كثافة قدره 14.3 لكل كيلومتر مربع (37.0/ميل2).
وتوزع التركيب العرقي للمنطقة السكنية بنسبة 35.46% من البيض و25.05% من الأمريكيين الأفارقة و1.06% من الأمريكيين ذوي الأصول الآسيوية و37.58% من الأعراق الأخرى و0.85% من عرقين مختلطين أو أكثر و41.40% من الهسبانيون أو اللاتينيون من أي عرق.
بلغ عدد الأسر 162 أسرة كانت نسبة 45.1% منها لديها أطفال تحت سن الثامنة عشر تعيش معهم، وبلغت نسبة الأزواج القاطنين مع بعضهم البعض 46.9% من أصل المجموع الكلي للأسر، ونسبة 13% من الأسر كان لديها معيلات من الإناث دون وجود شريك،  بينما كانت نسبة 10.5% من الأسر لديها معيلون من الذكور دون وجود شريكة وكانت نسبة 29.6% من غير العائلات. تألفت نسبة 25.3% من أصل جميع الأسر من عدة أفراد يعيشون في نفس المنزل ونسبة 11.1% كانت تتألف من شخص يعيش بمفرده يبلغ من العمر 65 عاماً أو أكثر. وبلغ متوسط حجم الأسرة المعيشية 2.91، أما متوسط حجم العائلات فبلغ 3.53.
بلغ العمر الوسطي للسكان 30.4 عاماً. وكانت نسبة 32.7% من القاطنين تحت سن الثامنة عشر، وكانت نسبة 9.3% بين الثامنة عشر والرابعة والعشرين عاماً، ونسبة 27.8% كانت واقعةً في الفئة العمرية ما بين الخامسة والعشرين والرابعة والأربعين عاماً، ونسبة 17.8% كانت ما بين الخامسة والأربعين والرابعة والستين، ونسبة 12.3% كانت ضمن فئة الخامسة والستين عاماً فما فوق. وتوزع التركيب الجنسي للسكان بنسبة 49.5% ذكور و50.5% إناث.